# Генерал Иди Амин Дада: автопортрет
„Генерал Иди Амин Дада: автопортрет“ е френски документален филм от 1974 г. на режисьора Барбе Шрьодер. Филмът представя ежедневието на диктатора Иди Амин в най-силните години от управлението му.

## Сюжет
Внимание:  Текстът по-долу разкрива сюжета на произведението (или части от него)!
Филмът е задълбочено изследване на характера на Амин. Режисьорът постига разкриването на нрава на диктатора чрез детайлно проследяване поведението му в ежедневни ситуации и официални срещи. В интервютата, които са включени, Иди Амин разказва за странните си виждания относно вътрешната и външната политика, икономиката, обществения ред. Някои от сцените показват как свири на акордеон, наблюдава обучението на угандийски парашутисти и кара лодка.
Във филма присъства и хумор, макар и с черен привкус. Въпросните парашутисти биват обучавани на детска площадка; един от членовете на кабинета си бърка в носа с молив по време на една от речите на Амин; при кацането на хеликоптера му посрещащите го селяни се разбягват от раздухания прах и т.н.
Изтъкнат е и навикът на диктатора да се шегува почти по всяко време – прави го, дори когато се кара на външния си министър (после във филма става ясно, че трупът на министъра е намерен 2 седмици по-късно в река Нил).

## Роля на Иди Амин и версии на филма
Режисьорът Шрьодер характеризира творението си като „автопортрет“, тъй като то разкрива личния живот на Иди Амин в изключителни подробности. По време на снимките Амин често е давал насоки на оператора, веднъж дори му е изкрещял „Снимай този хеликоптер!“, посочвайки му летящ наблизо вертолет.
Направени са 2 версии на филма – едната е по-къса и е била предназначена специално за Амин, който остава доволен от нея. Другата версия е по-дълга и е излъчвана само извън Уганда. Няколко угандийски агента са били изпратени в Англия, за да гледат този вариант и да запишат в подробности това, което диктаторът не е видял.
Иди Амин изпраща писмо до Шрьодер, в което иска някои от сцените да бъдат изрязани. След отказа на режисьора близо 200 френски граждани, живеещи в Уганда, са задържани в хотел, обкръжен от войници. Предоставен им е бил телефонният номер на Шрьодер, който е трябвало да изреже „лошите“ сцени, за да бъдат освободени. В крайна сметка тези моменти от филма са махнати, но след падането на Амин от власт те са възстановени.